# ウラジーミル・イワシコ
ウラジーミル・アントーノヴィチ・イワシコ（ロシア語: Влади́мир Анто́нович Ива́шко、ウクライナ語発音：ヴォロディーミル・イワシコ（ウクライナ語:  Іва́шко Володи́мир Анто́нович、ラテン文字表記:Vladimir Antonovich Ivashko、1932年10月28日 - 1994年11月13日）は、ソビエト連邦のウクライナ人政治家。ミハイル・ゴルバチョフ時代末期のソ連共産党副書記長。

## 生涯
ウクライナ・ソビエト社会主義共和国時代のポルタヴァに生まれる。ハリコフ鉱山大学を卒業し、ドニエプロペトロフスク州党第一書記、ウクライナ共産党第一書記を歴任し、1990年6月、ウクライナ最高会議議長に選出された。ウクライナでのイワシコは、レオニード・ブレジネフの盟友でウクライナ党第一書記として長年ウクライナに君臨していたウラジーミル・シチェルビツキーのもとで累進し、地元では保守派と見なされていたが、党中央では、自己を左右に偏らない穏健改革派のように振る舞った。これがゴルバチョフに注目された。
1990年7月、第28回ソ連共産党大会でゴルバチョフは書記長制を廃止し、党議長・副議長制を導入しようとしたが、保守派の抵抗で頓挫した。結局、この党大会では、書記長の下に副書記長職が新設されることになり、ゴルバチョフは、イワシコを推薦し、ほかに保守派の領袖であったエゴール・リガチョフが立候補した。投票の結果、イワシコがリガチョフを大差で破って当選した。これは、代議員たちがリガチョフが副書記長に選出されることによって、改革派と保守派に共産党が分裂することを懸念したためである。
1991年8月のクーデターでは、副大統領ゲンナジー・ヤナーエフらの国家非常事態委員会への支持は薄く、8月24日から8月29日までイワシコはゴルバチョフに代わって書記長代行となるが、クーデターは失敗。ソ連共産党中央委員会は解散し、イワシコも政治権力を失った。
1994年11月13日にモスクワで死去、母国ウクライナのハルキウに埋葬された。
| 公職                                                     | 公職                                                   | 公職                                         |
| -------------------------------------------------------- | ------------------------------------------------------ | -------------------------------------------- |
| 先代 ヴァレンティーナ・シェフチェンコ 最高会議幹部会議長 | ウクライナ・ソビエト社会主義共和国 最高会議議長 1990年 | 次代 イヴァン・プルーシェフ 最高会議議長代行 |
| 党職                                                     |                                                        |                                              |
| 先代 ウラジーミル・シチェルビツキー                      | ウクライナ共産党第一書記 1989年 - 1990年               | 次代 スタニスラフ・グレンコ                  |
| 先代 エゴール・リガチョフ 第二書記                       | ソビエト連邦共産党副書記長 1990年 - 1991年             | 次代 ソ連共産党解散により消滅                |
| 先代 ミハイル・ゴルバチョフ 書記長                       | ソビエト連邦共産党書記長代行 1991年                    | 次代 ソ連共産党解散により消滅                |